# Румпелщилцхен
Румпелщилцхен (на немски: Rumpelstilzchen) е герой от немския фолклор, който по-късно е и главен герой на едноименната приказка на Братя Грим. Публикувана е за първи път през 1812 г. в сборника „Детски и семейни приказки“. Приказката е преработена в няколко от следващите издания, а окончателната версия, която е позната и до днес, излиза през 1857 г.
Приказката за Румпелщилцхен е преразказана и на много други езици, често с пълна промяна на името на главния персонаж. Във Великобритания той е известен като Том Тит Тот, в Швеция като Пероншафт, в Словакия като Мартинко Клингач, а в Нидерландия като Репелстелше. Евреите го наричат Ооз'Ли Гооц'Ле, а арабите Joaidane (جعيدان).
Най-ранното писмено споменаване на Румпелщилцхен е от 1577 в сатирата „Geschichtklitterung“ на Йохан Фишарт, свободна интепретация на „Гаргантюа и Пантагрюел“ на Франсоа Рабле.